# 22 Jump Street – A túlkoros osztag
A 22 Jump Street – A túlkoros osztag (eredeti cím: 22 Jump Street) 2014-ben bemutatott amerikai akció-filmvígjáték, melyet Phil Lord és Christopher Miller rendezett, a főszerepben Channing Tatum és Jonah Hill látható. Ez a 2012-ben készült 21 Jump Street – A kopasz osztag című film folytatása, amelynek neve a televíziós sorozattal is azonos.
A filmet az Amerikai Egyesült Államokban 2014. június 13-án mutatta be a Columbia Pictures, illetve a Metro-Goldwyn-Mayer, Magyarországon két hónappal később, augusztus 22-én az InterCom Zrt..
A projekt általánosságban pozitív véleményeket kapott a kritikusoktól, és bevételi szempontból több mint 322 millió dollárt termelt az 50 milliós költségvetésével szemben. A harmadik film, a 23 Jump Street tervben van.

## Cselekménye
Greg Jenko (Channing Tatum) és Morton Schmidt (Jonah Hill) mindketten rendőrök, és újabb megbízást kapnak. Ezúttal egy főiskolás lány az áldozat, aki valószínűleg kábítószer túladagolásba halt bele, ezért a páros megpróbál beépülni a főiskolások közé, bár állandó ugratásokat kapnak a túlkorosságuk miatt.
A helyzetüket nehezíti, hogy Morton járni kezd egy lánnyal, Greg pedig nagyon jól érzi magát az amerikaifutball-csapatban.
Végül feltűnik a színen a Szellem, aki a kábítószereket nagy mennyiségben teríti, de kiderül, hogy a lány haláláért közvetlenül nem ő, hanem egy másik főiskolás lány a felelős.

## Szereplők
| Színész           | Szerep                         | Magyar hang       |
| ----------------- | ------------------------------ | ----------------- |
| Channing Tatum    | Greg Jenko                     | Dévai Balázs      |
| Jonah Hill        | Morton Schmidt                 | Elek Ferenc       |
| Ice Cube          | Dickson kapitány               | Szabó Győző       |
| Amber Stevens     | Maya Dickson, a kapitány lánya | Andrusko Marcella |
| Peter Stormare    | A Szellem                      | Kerekes József    |
| Jimmy Tatro       | Rooster                        | Jakab Márk        |
| Wyatt Russell     | Zook                           | Gacsal Ádám       |
| Nick Offerman     | Hardy helyettes                | Törköly Levente   |
| Jillian Bell      | Mercedes                       | Hay Anna          |
| Marc Evan Jackson | Dr. Murphy                     | Mertz Tibor       |